# BMX XXX
A BMX XXX sportvideójáték, melyet a Z-Axis fejlesztett és az Acclaim Entertainment jelentetett meg az AKA Acclaim márkanév alatt Xbox, PlayStation 2 és GameCube platformokra. Ugyan a játék elsősorban BMX-alapú extrémsport-cím, azonban a hírhedtségét a meztelenség, a káromkodás és a felnőtt humor alapján szerezte. A játék lehetőséget ad a játékosoknak topless női szereplők létrehozására, illetve valós, fedetlen keblű sztriptíztáncosokról is tartalmaz videókat. A játékot ezek következtében kezdetben elutasította az ausztrál korhatárbesorolási rendszer, míg Észak-Amerikában ugyan a GameCube- és az Xbox-verziók cenzúrázatlanul jelentek meg, azonban a PlayStation 2-kiadásban a fedetlen melleket letakarták. Ugyan a játék felnőtt tartalma hatalmas sajtóvisszhangot váltott ki, azonban az szinte kizárólag negatív kritika volt, így a játék gyenge kritikai és kereskedelmi fogadtatásban részesült.

## Fejlesztés
A BMX XXX a két évvel korábban megjelent Dave Mirra Freestyle BMX című játéknál lefektetett alapokon nyugszik, amely Dave Mirra profi BMX-versenyző támogatásával jelent meg. Az új játék fejlesztése során annak kiadója, az Acclaim Entertainment úgy döntött, hogy azt egy obszcén szexvígjáték mintájára építi fel. Általánosan elfogadott nézet, hogy ez a döntés az után született meg, miután az Acclaim vezetősége ráeszmélt arra, hogy a készülőben lévő játék rendkívül gyenge minőséget képvisel, ezért az arra fordított idő és pénz kimentése érdekében úgy döntöttek, hogy vulgáris humorral és meztelen nőkkel töltik meg a játékot, hogy ezzel hírverést csapjanak és megnöveljék az eladásokat. Amikor Mirra megtudta, hogy milyen tartalmak kerültek a játékba visszautasította a termék népszerűsítését és jogi lépéseket tett az Acclaimmel szemben, hogy ezzel elhatárolódjon a játéktól. A bíróság kimondta, hogy az Acclaim nem használhatja Mirra nevét a játékkal kapcsolatban, így azt átnevezték BMX XXX-re.

## Fogadtatás
| Összegzőoldal | Értékelés | Értékelés | Értékelés |
| Összegzőoldal | GC        | PS2       | Xbox      |
| ------------- | --------- | --------- | --------- |
| Metacritic    | 60/100    | 54/100    | 58/100    |

| Szerző               | Értékelés | Értékelés | Értékelés |
| Szerző               | GC        | PS2       | Xbox      |
| -------------------- | --------- | --------- | --------- |
| AllGame              | N/A       | N/A       | [ 6 ]     |
| EGM                  | N/A       | N/A       | 3/10      |
| Eurogamer            | N/A       | N/A       | 4/10      |
| Game Informer        | 7,75/10   | 7,75/10   | 7,75/10   |
| GamePro              | N/A       | [ 12 ]    | [ 13 ]    |
| GameSpot             | 5,4/10    | 5,4/10    | 5,4/10    |
| GameSpy              | [ 16 ]    | N/A       | [ 17 ]    |
| GameZone             | N/A       | 6,2/10    | N/A       |
| IGN                  | 6,8/10    | 6/10      | 6,8/10    |
| Nintendo Power       | 3,5/5     | N/A       | N/A       |
| OPM (US)             | N/A       | [ 23 ]    | N/A       |
| OXM (US)             | N/A       | N/A       | 7,4/10    |
| Entertainment Weekly | C−        | C−        | C−        |
| Playboy              | 77%       | 77%       | 77%       |

A Metacritic gyűjtőoldal adatai szerint a játék mindhárom változata megosztott kritikai fogadtatásban részesült.

### Botrány
A BMX XXX  megjelenésekor a mainstream videójátékokra egyáltalán nem volt jellemző, hogy a szexuális humor és meztelenség témájával foglalkozzanak, ennek következtében az Acclaim arra irányuló próbálkozása, hogy hírverést csapjon a játék körül hatalmas siker lett, habár az elért nyilvánosság igencsak negatív volt. A televíziós hírcsatornák értesülései szerint az Amerikai Egyesült Államokban a Walmart, a Toys "R" Us és a legtöbb nagyobb IEMA-kiskereskedő a meztelenség miatt elutasította a játék forgalmazását. A Sony Computer Entertainment of America visszautasította a játék PlayStation 2-re való kiadását, amíg a meztelenséget ki nem cenzúrázzák. A játék eladásai végül kiábrándítóak voltak; kevesebb mint 160 000 példányt adtak el belőle összesen. A játék nem váltott ki ekkora vitát Európában, azonban az eladások tekintetében itt sem tudott sikeres lenni. Ausztráliában a szexuális tartalmak teljes eltávolításával jelenhetett csak meg a játék. A BMX XXX több másik gyenge kereskedelmi fogadtatásban részesült játékkal karöltve nagyban hozzájárult az Acclaim Entertainment 2004-es csődbemeneteléhez.

## Fordítás
- Ez a szócikk részben vagy egészben  a   BMX XXX című angol Wikipédia-szócikk ezen változatának fordításán alapul.  Az eredeti cikk szerkesztőit annak laptörténete sorolja fel. Ez a jelzés csupán a megfogalmazás eredetét és a szerzői jogokat jelzi, nem szolgál a cikkben szereplő információk forrásmegjelöléseként.